# The Best of David Bowie 1974/1979
The Best of David Bowie 1974/1979 es un álbum recopilatorio del artista británico David Bowie, lanzado en 1998, por EMI.  Es el segundo de una serie de 3 discos, iniciados por The Best of David Bowie 1969/1974, lanzado en 1997, y de The Best of David Bowie 1980/1987, incluidos posteriormente en la caja recopilatoria The Platinum Collection de 2005, en los que se recogen los trabajos más exitosos del artista desde sus inicios en 1969 hasta 1987.